# Grignon
Grignon é uma comuna francesa na região administrativa da Borgonha-Franco-Condado, no departamento de Côte-d'Or. Estende-se por uma área de 11,62 km². Em 2010 a comuna tinha 218 habitantes (densidade: 18,8 hab./km²).